# ريتشارد فاغنر (قاضي)
ريتشارد فاغنر (بالفرنسية: Richard Wagner)‏ (و. 1957  م) هو قاضي، ومحامي كندي، ولد في مونتريال.

## مناصب
تولى منصب Chief Justice of Canada ‏ (منذ 18 ديسمبر 2017)
- justice of the Supreme Court of Canada  [لغات أخرى]‏ (5 أكتوبر 2012–18 ديسمبر 2017).

## التعليم
تعلم في University of Ottawa Faculty of Law ‏.